# Stammershalle
Stammershalle is een beschermd natuurgebied en ligt in het rotsachtige deel van het Deense eiland Bornholm, tussen Tejn en Helligdomsklipperne ('Heiligdomsrotsen'). Het is 15 hectare groot en is sinds 1958 beschermd gebied. Het doel van de bescherming is het behoud van de open rotskust in de buurt van prehistorische vindplaatsen op een grafveld.
Prehistorische overblijfselen, waaronder vuurstenen werktuigen, laten zien dat het gebied al in de steentijd werd gebruikt. Vuurstenen werktuigen die in de omgeving zijn gevonden, tonen aan dat hier al mensen van de mesolithische Maglemosecultuur (ongeveer 7500-5500 v.Chr.) hebben gewoond.
In het noordelijke deel van het gebied vond men stenen grafheuvels, gemaakt van keien, uit de Noordse bronstijd (1700-1100 v.Chr.). De doden werden verbrand en met bronzen giften in urnen bijgezet. De grafgiften bestonden meestal uit een mes, een pincet en sieraden.
Daarnaast liggen er verspreid over het terrein een aantal brandheuvels (ook wel brandgraven genoemd) uit de Noordse ijzertijd. Twee ervan zijn omgeven door cirkels van gladde strandkiezels. De monumenten – bautastenen, stenen grafheuvels, steenrijen, steenkisten, steencirkels en een steenschip – tonen aan dat het oord lange tijd werd gebruikt als begraafplaats.